# Tayshaneta archambaulti
Espèce
Tayshaneta archambaulti est une espèce d'araignées aranéomorphes de la famille des Leptonetidae.

## Distribution
Cette espèce est endémique du Texas aux États-Unis. Elle se rencontre dans les grottes Burnett Ranch Cave et Grapevine Cave dans le comté de Hays.

## Description
Les mâles mesurent de 1,34 à 1,63 mm et les femelles de 1,32 à 1,72 mm.

## Étymologie
Cette espèce est nommée en l'honneur de Martin Archambault, ami spéléologue qui a aidé à trouver plusieurs spécimens de leptonetidae, au Texas et dans les grottes du Tamaulipas au Mexique.

## Publication originale
- Ledford, Paquin, Cokendolpher, Campbell & Griswold, 2012 : Systematics, conservation and morphology of the spider genus Tayshaneta (Araneae, Leptonetidae) in central Texas caves. ZooKeys, no 167, p. 1-102 (texte intégral).